# 7644 Кслюїс
7644 Кслюїс (7644 Cslewis) — астероїд головного поясу, відкритий 4 листопада 1988 року. Названий на честь відомого англійського теолога та письменника-фантаста Клайва Стейплза Льюїса
Тіссеранів параметр щодо Юпітера — 3,369.